# Velyki Liubin
Velyki Liubin (ucraniano: Вели́кий Лю́бінь; polaco: Lubień Wielki) es un asentamiento de tipo urbano de Ucrania perteneciente al raión de Leópolis de la óblast de Leópolis.
En 2017, el asentamiento tenía una población de 4603 habitantes. Desde 2016 es sede de un municipio que tiene una población total de unos nueve mil quinientos habitantes y que incluye quince pueblos como pedanías: Birche, Zavydóvychi, Zaluzhany, Záshkovichi, Korópuzh, Kósivets, Mali Liubin, Malióvanka, Piský, Porichia, Porichia-Gruntove, Porichia Zadvirne, Románivka, Jyshévychi y Chulóvychi.
Se ubica unos 20 km al suroeste de la capital regional Leópolis, sobre la carretera H13 que lleva a Sámbir.

## Historia
Tiene su origen en una antigua ciudad medieval llamada "Liubin-horod" (Любин-город), que fue destruida en 1241 por las tropas de Daniel de Galitzia y nunca llegó a reconstruirse. El actual pueblo, construido en las cercanías de la antigua ciudad, se menciona en documentos desde principios del siglo XV, como un señorío que Vladislao II de Polonia había entregado la familia noble Parawa, y que más tarde fue heredado por la familia noble Vilchek. El asentamiento tardomedieval fue nuevamente destruido y abandonado en el siglo XVII, esta vez por dos ataques de los tártaros que tuvieron lugar en 1624 y 1648, y la familia noble Humetski lo reconstruyó en el siglo XVIII. En el siglo XIX, pasaron a ser propietarios de las tierras los Jabłonowski y los Brunytski, que desarrollaron aquí un balneario en torno a sus manantiales con sulfuro de hidrógeno, uno de los centros turísticos más antiguos de Europa. La RSS de Ucrania le dio el estatus de asentamiento de tipo urbano en 1964. Hasta 2020 pertenecía al raión de Horodok.